# Châtillon-Coligny
Châtillon-Coligny – miejscowość i gmina we Francji, w Regionie Centralnym, w departamencie Loiret. Jej burmistrzem jest od 2008 r. Claude Loiseau.
Według danych na rok 1990 gminę zamieszkiwały 1903 osoby, a gęstość zaludnienia wynosiła 75 osób/km² (wśród 1842 gmin Regionu Centralnego Châtillon-Coligny plasowała się wtedy na 205. miejscu pod względem liczby ludności, natomiast pod względem powierzchni na miejscu 483.).